# Danuta Stasik
Danuta Sylwia Stasik (ur. 1956) – polska profesor, indolożka, kierowniczka Katedry Azji Południowej na Wydziale Orientalistycznym Uniwersytetu Warszawskiego. 

## Życiorys
Do 2016 redaktorka naczelna „Przeglądu Orientalistycznego” i serii „Collectanea Orientalia”. W latach 2012–2015 wiceprezeska Polskiego Towarzystwa Orientalistycznego. Od 2018 prezeska (President) European Association for South Asian Studies, największego międzynarodowego stowarzyszenia akademickiego zajmującego się studiami nad Azją Południową.
Doktorat uzyskała w 1990 na podstawie napisanej pod kierunkiem Marii Krzysztofa Byrskiego pracy The Image of Culture Contact in Contemporary Hindi Literature and Indian in Great Britain, Canada and the United States, obronionej na Wydziale Neofilologii Uniwersytetu Warszawskiego. 18 czerwca 2002 habilitowała się na podstawie rozprawy Opowieść o prawym królu. Tradycja Ramajany w literaturze hindi. W 2010 otrzymała tytuł profesora.
Specjalizuje się w literaturze i językoznawstwie hindi. Jest autorką podręczników do nauki tego języka, monografii, poświęconych jego nauczaniu oraz kilkudziesięciu artykułów z zakresu indologii, a także polskich przekładów literatury z języka hindi i urdu.

## Nagrody i wyróżnienia
- W 2009 odebrała z rąk prezydent Indii Pratibhy Patil nagrodę im. dr. George’a Griersona za zasługi w dziedzinie propagowania języka hindi, która przyznawana jest przez Kendriya Hindi Sansthan (Centralny Instytut Hindi);
- W 2014 otrzymała odznakę honorową Bene Merito, nadaną przez Ministra Spraw Zagranicznych RP w uznaniu za wkład w pogłębianie stosunków dwustronnych pomiędzy Polską a Indiami.

## Publikacje książkowe
- The Infinite Story. The Past and Present of the Rāmāyaṇas in Hindi, Manohar, New Delhi 2009, ISBN 978-81-7304-815-9
- Opowieść o prawym królu. Tradycja Ramajany w literaturze hindi, Wydawnictwo Akademickie „Dialog”, Warszawa 2000, ISBN 83-88238-51-5
- Język hindi, Wydawnictwo Akademickie Dialog, Warszawa 1998, ISBN 83-86483-62-8, (2008 wyd. II)
- Podręcznik języka hindi. Cz. II, Wydawnictwo Akademickie Dialog, Warszawa 1997, ISBN 978-83-61203-86-5, (2007 wyd. II; 2012 wyd. III)
- Out of India: Image of the West in Hindi Literature, Manohar, New Delhi 1994, ISBN 978-81-7304-050-4
- Podręcznik języka hindi. Cz. I (kurs podstawowy), Wydawnictwo Akademickie Dialog, Warszawa 1994, ISBN 978-83-61203-04-9, (1997 wyd. II; 2006 wyd. III; 2008 wyd. IV)
- Tatiana Rutkowska, Danuta Stasik, Zarys historii literatury hindi, Warszawa: Wydawnictwa Uniwersytetu Warszawskiego, 1992, ISBN 83-230-0717-9. Brak numerów stron w książce